# Radakowice
Radakowice – wieś w Polsce położona w województwie dolnośląskim, w powiecie średzkim, w gminie Miękinia.

## Podział administracyjny
W latach 1975–1998 miejscowość administracyjnie należała do województwa wrocławskiego.

## Zabudowa
Wieś posiada układ ulicówki wzdłuż osi wschód-zachód. W centralnej części usytuowany jest zespół dworski. Obok folwarku w centrum wsi znajduje się kościół pw. Wniebowzięcia Najświętszej Maryi Panny. Zabudowa Radakowic składa się z niewielkich obejść chłopskich, zlokalizowanych po obu stronach wzdłuż drogi głównej.